# Чёрный, чёрный человек
«Чёрный, чёрный человек» — фильм казахстанского режиссёра Адильхана Ержанова о расследовании серии убийств детей в казахстанской глубинке.
Фильм (в номинации за лучшую режиссуру) удостоен в 2019 году премии Asia Pacific Screen Awards, а также принял участие в конкурсной программе 67-го кинофестиваля в Сан-Себастьяне.

## Сюжет
В ауле Каратас убит мальчик. Расследование поручают молодому сельскому следователю Бекзату, хотя местные криминальные авторитеты дают знать, что не хотят давать делу хода. Подозреваемого — безобидного дурачка Пукуара — они через начальника отдела полиции поручают Бекзату устранить до суда. Бекзат, которому уже неоднократно приходилось совершать подобное, готов сделать это, но внезапно прибывает городская журналистка Ариана, которая хочет сопровождать расследование и угрожает написать рапорт о нарушениях. Она подчеркивает, что в районе действует серийный убийца — мальчик оказался уже четвёртой жертвой в серии похожих убийств. При этом недалёкий и ласковый Пукуар вряд ли мог быть убийцей. Бекзат оказывается в тяжёлом положении — получив огласку, дело неизбежно выявит тяжёлую обстановку в районе: коррупцию, рэкетирство, торговлю наркотиками. Он соглашается возить с собой девушку, и все вчетвером (с Арианой, Пукуаром и девочкой из интерната, подругой Пукуара) они ездят по району, расспрашивая свидетелей.
Лишь для вида расследуя обстоятельства убийства, Бекзат узнаёт от свидетелей, что убийцей является пожилой местный авторитет, контролирующий всё в районе. При этом Бекзат запрещает свидетелям рассказывать об этом кому-либо ещё, и надеется тихо покончить с Пукуаром, когда Ариана уедет. Однако сам факт расследования не нравится «человеку в чёрном». То приказывает убить начальника полиции в отделе, где работает Бекзат, и намекает Бекзату, что в убийстве может быть обвинён он сам. «Авторитет» приказывает Бекзату «подчистить» все хвосты, связанные с делом. Ариану избивают, фабрикуют против неё дело и собираются депортировать.
Бекзат остаётся один против всех. Он решает спасти Пукуара и его подругу, оставляя их далеко в горах у друга по детдому. Возвращаясь обратно в отдел полиции, он расправляется со всеми, кто был замешан в деле, в том числе с человеком в чёрном плаще. Позднее в отдел полиции приезжает съёмочная группа во главе с Арианой, которая находит Бекзата, скончавшегося от ран. Тем временем Пукуар, живой и невредимый, радостно играет со своей подругой в горах.

## В ролях
| Актёр             | Роль                           |
| ----------------- | ------------------------------ |
| Данияр Алшинов    | следователь Бекзат             |
| Динара Бактыбаева | журналистка Ариана             |
| Теоман Хос        | бродяга Пукуар                 |
| Адема Ержанова    | девочка Адема                  |
| Нурбек Мукушев    | начальник полицейского участка |
| Еркен Губашев     | человек в чёрном               |
| Куаныш Турдалин   | работник суда                  |
| Константин Козлов | судмедэксперт                  |
| Бауржан Каптагаев | главный в деревне              |
| Айдос Караев      | стукач                         |
| Нина Жмеренецкая  | женщина в ауле                 |